# Dear Evan Hansen (film)
Dear Evan Hansen is een Amerikaanse tienerdrama-musicalfilm geregisseerd door Stephen Chbosky, gebaseerd op de gelijknamige musical. De hoofdrollen worden vertolkt door Ben Platt, Amy Adams, Julianne Moore, Kaitlyn Dever, Amandla Stenberg, Nik Dodani, Danny Pino, Colton Ryan en DeMarius Copes.

## Verhaal
Evan Hansen, een middelbare scholier met een sociale angststoornis, maakt misbruik van de zelfmoord van een klasgenoot voor zijn eigen emotionele gewin, nadat hij per ongeluk een brief die hij aan zichzelf had geschreven heeft laten meenemen door de klasgenoot, wiens familie denkt dat het een brief van hun zoon aan Evan is.

## Rolverdeling
| Acteur            | Personage      |
| ----------------- | -------------- |
| Ben Platt         | Evan Hansen    |
| Kaitlyn Dever     | Zoe Murphy     |
| Amandla Stenberg  | Alana Beck     |
| Nik Dodani        | Jared Kleinman |
| Colton Ryan       | Connor Murphy  |
| Danny Pino        | Larry Murphy   |
| Julianne Moore    | Heidi Hansen   |
| Amy Adams         | Cynthia Murphy |
| Isaac Cole Powell | Rhys           |

## Productie
In november 2018 kocht Universal Pictures de filmrechten van de musical. Stephen Chbosky nam de regierol op zich en Steven Levenson zou verantwoordelijk zijn voor het scenario.

### Casting
In juni 2020 werd Ben Platt door de studio gecast als de hoofdrolspeler. Twee maanden later werden Kaitlyn Dever en Amandla Stenberg toegevoegd aan het project. In diezelfde maand werden ook Nik Dodani, Colton Ryan, Amy Adams en Danny Pino gecast. In september 2020 werd de cast uitgebreid met Julianne Moore en DeMarius Copes.

### Opnames
Op 25 augustus 2020 bevestigde Ben Platt dat de opnamen waren begonnen. De opnames vinden plaats in Los Angeles en Atlanta. De opnames met de hoofdrolspelers vonden plaats in september 2020 en eindigden in november 2020. Over het maken van de film tijdens de coronapandemie, zei Dever tegen Variety: "Ik ben erg blij dat we in staat zijn om zoiets speciaals te maken tijdens zo'n vreemde en trieste en verwarrende tijd ... Ik ben gewend geraakt aan het 'niets doen' deel van mijn werk, dat is gewoon zitten en wachten tot er iets gebeurt. Nu heb ik het gevoel dat ik hier echt klaar voor ben en klaar om te gaan." Extra opnames voor de scènes op de High School, Ellison State Park en de Autumn Smile Apple Orchard/Connor Murphy Memorial Orchard vonden plaats in Fayetteville in Georgia.

## Release en ontvangst
De film ging op 9 september 2021 in première tijdens het internationaal filmfestival van Toronto. In Nederland verschijnt Dear Evan Hansen niet in de bioscopen.
Op Rotten Tomatoes heeft Dear Evan Hansen een waarde van 47% en een gemiddelde score van 5,20/10, gebaseerd op 32 recensies. Op Metacritic heeft de film een gemiddelde score van 41/100, gebaseerd op 9 recensies.